# كتاب الوديان السبعة
الوديان السبعة (بالفارسية: هفت وادی) هو كتاب باللغة الفارسية كتبه بهاءالله، مؤسس الدين البهائي. تتبع الوديان السبعة بنية المنظومة الفارسية منطق الطير للعطار. يُنشر كتاب الوديان السبعة عادةً مع الوديان الأربعة (بالفارسية: چهار وادی)، الذي كتبه أيضًا بهاءالله تحت عنوان الوديان السبعة والوديان الأربعة. الكتابان مختلفان بشكلٍ واضحٍ وليس بينهما علاقةٌ مباشرةٌ. في فبراير 2019 ، نشر المركز البهائي العالمي ترجمةً معتمدةً لكلا العنوانين وبعض العناوين الأخرى في مجموعة The Call of the Divine Beloved. 

## نبذة تعريفية
تمت كتابة "الوديان السبعة" بعد مارس 1856م، ربما حوالي 1857م-1858م في بغداد بعد عودة بهاءالله من منطقة السليمانية في كردستان العراق، حيث أمضى فيها عامين، دون الكشف عن هويته، مع العديد من شيوخ الصوفية باستخدام الاسم المستعار درويش محمد الإيراني. كتب العمل ردًا على أسئلة الشيخ محيي الدين، والذي كان قاضي مدينة خانقين، ومن أتباع الطريقة القادرية الصوفية.
أسلوب "الوديان السبعة" شاعريٌ للغاية، على الرغم من عدم تأليفه شعرًا. يحتوي كل سطرٍ من النص تقريبًا على قوافي وكلماتٍ فيها بلاغةٌ واستعارةٌ، والتي يمكن أن تضيع في الترجمة. وبما أن المتلقي كان من أصلٍ صوفيٍ، فقد استخدم بهاءالله التفاصيل التاريخية والدينية التي كانت تستخدم أحيانًا كلمةً واحدةً فقط أو بضع كلماتٍ للإشارة إلى الآيات القرآنية والتقاليد والقصائد المعروفة آنذاك. في الترجمة الإنجليزية، يتم استخدام الحواشي السفلية بشكلٍ متكررٍ لنقل معلوماتٍ أساسية معينة.

## المحتوى
يتبع الكتاب رحلة الروح والتي تمر بمراحل مختلفةٍ، من عالم الوجود إلى عوالم القرب لله المعبود، كما وصفها لأول مرةٍ الشاعر الصوفي فريد الدين العطار في القرن الثاني عشر في كتابهمنطق الطير. يشرح بهاءالله بإسهابٍ في هذا العمل معاني وأهمية المراحل السبعة للتقرب إلى الله. يقول بهاءالله في المقدمة "أطلق البعض على هذه الوديان السبعة، والبعض الآخر اسم سبع مدنٍ". وتتم المراحل بالترتيب، والهدف من الرحلة هو اتباع "الطريق الصحيح"، و"ترك قطرة الحياة والوصول إلى بحر الحياة"، و"النظر إلى الحبيب". ويذكر في خاتمة الكتاب:
"هذه الأسفار ليست لها نهايةٌ ظاهريةٌ في عالم الزمان، لكن السالك في السبيل المقطوع - إذا نُزِل عليه تأييدٌ ملكوتيٌ وأعانه ولي الأمر - يمكنه أن يعبر هذه المراحل السبع في سبع خطواتٍ، بل في سبعة أنفاسٍ، لا بل في نفسٍ واحدٍ، إن شاء الله وأراد». 
تتلخص هذه المراحل السبعة في سبعة وديانٍ:

### وادي الطلب
يوصف بهاءالله وادي الطلب بأنه الخطوة الأولى التي يجب على الباحث أو السالك أن يخطوها في طريقه. يقول بهاءالله أنه يجب على الباحث أن يطهّر قلبه ولا يتّبع طرق آبائه. ويوضّح أن الحماس والرغبة مطلوبان لاجتياز هذا الوادي، ومركب هذا الوادي هو الصبر.

### وادي العشق
الوادي التالي هو "وادي العشق". يصف بهاءالله كيف أن العشق يحرق العقل ويسبب الألم والجنون والمسعى المنفرد. ويوضّح أن نار العشق تحرق الذات المادية، وتكشف بدلاً من ذلك عن عالم الروح. مركب هذا الوادي هو الألم.

### وادي المعرفة
المعرفة المشار إليها في هذا الوادي هو عرفان الله، وليست المعرفة المبنية على تعلّم العلم والمعرفة الظاهرية؛ ويوضّح بهاءالله أن الفخر بالعلم والمعرفة المادية غالبًا ما يمنع المرء من الوصول إلى الفهم والإدراك الحقيقي، وهو معرفة الله. يوضح أيضًا أن الباحث، عندما يكون في هذا الوادي، يبدأ في فهم الأسرار الكامنة في ظهور الله والتي تنعكس في مظاهر ظهوره، ويجد الحكمة في كل شيءٍ بما في ذلك عندما يواجه الألم والمشقة، والتي يفهمها على أنها رحمة الله وسبب حصول بركاته. ويسمى هذا الوادي بالوادي المحدود الأخير.

### وادي التوحيد
المرحلة التالية هي وادي التوحيد. يوضح بهاءالله أن الباحث الآن يرى الخليقة ليس بمحدودياتها، بل يرى صفات الله منعكسةً في جميع الكائنات والمخلوقات. يوضّح بهاء الله أن السالك في هذا الوادي ينعزل عن الأمور الأرضية، ولا يهتم بذاته، وليس له أنية، بل يحمد الله على الخليقة كلها.

### وادي الاستغناء
الوادي التالي للباحث هو وادي الرضا، حيث يُوضح بهاء الله أن السالك يصبح مستغنيًا عن كل شيءٍ، وعلى الرغم من أنه قد يبدو فقيرًا أو يتعرض للمعاناة ظاهريًا، إلا أنه سيُمنح الثروة والقوة من العوالم الروحية، وسوف يكتسب سعادةً داخليةً حقيقيةً. وقد فسّر السعادة بأنها صفة المؤمن الحقيقي، ولا يمكن تحقيقها بالحصول على الأشياء المادية، لأن الأشياء المادية زائلةٌ.

### وادي الحيرة
في وادي الحيرة، يوضّح بهاء الله أن الباحث أبكمٌ (أخرسٌ) من شدة جمال الله؛ فيدرك السالك عظمة الخليقة ومجدها، ويكتشف بشكلٍ أعمق الأسرار المكنونة في ظهور الله. وبينما يقوم السالك بكشف أسرار الخليقة واحدةً تلو الأخرى، يستمر في الاندهاش والحيرة من عظمة الله وجلاله في صنعه.

### وادي الفقر الحقيقي والفناء المحض
الوادي الأخير هو وادي الفقر الحقيقي والعدم المطلق، وهو أبعد حالةٍ يمكن أن يصل إليها السالك الروحاني؛ فيصبح الباحث فقيرًا من كل الأشياء المادية، وغنيًا بالصفات الروحية. يوضّح بهاءالله أنها حالة فناء الذات في الله، ولكنها ليست اتحادًا وجوديًا: يظلّ جوهر ذات الله والذات الروحانية متميزين، على عكس ما يبدو أنه اتحادٌ كاملٌ في المعتقدات الأخرى.

## تعليقات عن الوديان السبعة في الكتابات البهائية الأخرى
أوضح عبد البهاء في إحدى أحاديثه أن كتاب الوديان السبعة هو دليلٌ للسلوك البشري، وأنه يجب على المرء أن يبحث عن "عيوبه ولا يفكر في عيوب أي شخصٍ آخر"، وأن "يسعى جاهدًا إلى التحرر من العيوب"، و "ليس هناك شيءٌ أنفع للإنسان من معرفة عيوب نفسه". وصف شوقي أفندي الوديان السبعة بأنها من "أعظم مؤلفات بهاءالله العرفانية الروحانية".

## ترجمات
كان كتاب الوديان السبعة واحدًا من أقدم كتب بهاءالله المتاحة باللغات الأوروبية، وتُرجم لأول مرةٍ مباشرةً إلى الفرنسية في عام 1905م وإلى الإنجليزية في عام 1906م.

## أنظر أيضًا
- الوديان الأربعة
- كتاب الإيقان
- الكلمات المكنونة
- منطق الطير

## روابط خارجية
- الوديان السبعة
- المكتبة البهائية
- Planet Baha'i Mysticism Resources على موقع واي باك مشين (نسخة محفوظة August 14, 2007)
- كتاب جواهر الأسرار